# 말 콜룸 막 돔날
말 콜룸 막 돔날(중세 아일랜드어: Máel Coluim mac Domnaill: ?-997년)은 10세기 어스트라드클리드의 왕이다. 더픈왈 6세 압 오와인의 아들로서, 어스트라드클리드를 다스려온 컴브리아 왕조에 속한다. 이름이 웨일스어가 아닌 게일어임은 그가 브리튼인 출신 왕실과 주변의 스코트인 귀족들의 관계가 양호했을 때 태어났음을 시사한다. 945년 앵글인의 왕 에드먼드 1세가 어스트라드클리드를 침공해왔다. 에드먼드 1세는 스코트인들에게 컴브리아인들을 지배할 권한을 인정하는 한편, 브리튼인 왕실의 씨를 끊기 위해 말 콜룸의 형제들의 눈을 뽑았다.
언제 더픈왈의 치세가 끝나고 그 아들 말 콜룸에게 왕위가 넘어갔는지는 알 수 없다. 971년 스코트인의 왕 킬렌 막 일둘브가 러데르흐 압 더픈왈이라는 자에게 죽었는데, 이 암살범이 더픈왈 왕의 아들, 즉 말 콜룸의 형제라는 설이 있다. 일단 973년 이후로는 말 콜룸이 양위를 받거나 공동왕이 되었는 것 보이는데, 부왕과 함께 앵글인의 왕 에드거 평화왕이 주최한 회의에 참여했다는 기록이 보이기 때문이다. 그런데 이 회의가 어떤 맥락에서 이루어진 것인지는 전혀 알 수 없다. 아마 앵글인의 강역과 스코트인의 강역, 컴브리아인의 강역들 사이의 국경을 조정하기 위한 목적이었을 수도 있고, 더블린과 군도에 거점을 박은 바이킹의 위협에 대처하기 위한 대책회의였을 수 있다.
더픈왈은 975년 로마 순례길에 죽었다. 하지만 상술했듯 말 콜룸이 언제 왕위를 승계받았는지는 불분명하다. 부왕이 죽기 전에 양위받았을 수도 있고, 973년 회의 이후일 수도 있다. 어느 쪽이건 간에 말 콜룸의 치세는 별 일이 없었다. 말 콜룸은 997년 죽고 동생 오와인 압 더픈왈이 계승했다. 그 다음 왕인 오와인 포엘이 말 콜룸의 아들일 가능성이 있다.